# ستيف شارب
ستيف شارب (بالإنجليزية: Steve Sharp)‏ هو لاعب دوري الرغبي أسترالي، ولد في 11 سبتمبر 1957 في بادينغتون ‏ في أستراليا.